# Bogart Jr.
Bogart Jr. er en amerikansk film fra 1982 instrueret af Carl Reiner. Filmen er en parodi på film noir detektivfilm fra 1940'erne og 1950'erne, og den gør det blandt andet ved at indbygge en lang række klip med store stjerner fra tilsvarende autentiske film fra perioden.

## Medvirkende
- Steve Martin – Rigby Reardon, privatdetektiv
- Rachel Ward – Juliet Forrest
- Carl Reiner – Juliets butler / von Kluck
- Reni Santoni – Carlos Rodriguez, peruviansk kaptajn

Derudover medvirker en række skuespillere i indlagte klip fra gamle film:
- Humphrey Bogart – fra Sternwoodmysteriet (som Philip Marlowe), Manden uden hæmninger og Flygtningen
- Cary Grant – fra Mistanken
- Lana Turner – fra Johnny Eager og Postbudet ringer altid to gange
- Alan Ladd – fra Revolver til leje
- Barbara Stanwyck – fra Galt nummer
- Ray Milland – fra Forspildte dage
- Ava Gardner – fra Den der hævner og Bestikkelse
- Burt Lancaster – fra Den der hævner
- Ingrid Bergman – fra Berygtet
- Veronica Lake – fra Storbyens hajer
- Bette Davis – fra Bedrag
- Edward Arnold – fra Johnny Eager
- Kirk Douglas – fra Nat over New York
- Fred MacMurray – fra Kvinden uden samvittighed
- James Cagney – fra Hvidglødende
- Joan Crawford – fra Humoresque
- Charles Laughton – fra Bestikkelse
- Vincent Price – fra Bestikkelse

## Handling
Juliet Forrest (Rachel Ward) hyrer privatdetektiven Rigby Reardon (Steve Martin) til at finde ud af, om hendes far, der nyligt er omkommet ved en bilulykke, skulle være myrdet. Udgangspunktet er sedler med "fjender af Carlotta" og "venner af Carlotta", og Reardon og hans assistent Philip Marlowe (Humphrey Bogart) forsøger at opklare mysteriet. Undervejs forelsker Reardon sig i Juliet, han bliver skudt på flere gange, og adskillige af de personer, han opsøger, bliver myrdet. Mysteriet opklares i Peru, og Reardon og Juliet forenes.

## Trivia
- Filmen er optaget i sort-hvid, så man lettere kunne indsætte de gamle filmklip.
- Filmen er den sidste, som den legendariske kostumedesigner, Edith Head, virkede i. I filmens sluttekster er der en speciel hyldest til hende.
- I en voice-over under slutscenen lægger Rigby Reardon op til en efterfølger (hvori Juliet Forrest vil være at se nøgen!), men denne er dog aldrig lavet.

## Eksterne Henvisninger
- Bogart Jr. på Internet Movie Database (engelsk)
- Bogart Jr. på Filmdatabasen
- Bogart Jr. på Scope
- Bogart Jr. i Svensk Filmdatabas (svensk)
- Bogart Jr. på AlloCiné (fransk)
- Bogart Jr. på MovieMeter (nederlandsk)
- Bogart Jr. på AllMovie (engelsk)
- Bogart Jr. hos American Film Institute (engelsk)
- Bogart Jr.s profil hos Encyclopædia Britannica Online (engelsk)
- Bogart Jr. på Turner Classic Movies (engelsk)